# Tournée della nazionale inglese di cricket in Sudafrica 1898-99
La Tournée della nazionale inglese di cricket in Sudafrica 1898-99 è una serie di una partita si è disputata in Sudafrica dal 14 febbraio al 4 aprile 1899, ed ogni partita si è svolta secondo le regole del test cricket.
La vittoria è andata alla selezione inglese, che ha vinto per 2-0.

## Preparativi e viaggio
Una squadra di cricket inglese, organizzata e capitanata da Lord Hawke, compì un tour in Sudafrica tra dicembre 1898 e aprile 1899. Durante il tour, la squadra disputò due partite contro la nazionale sudafricana di cricket, che in seguito furono retroattivamente riconosciute come partite di Test cricket. Esistono incertezze riguardo allo status del cricket sudafricano alla fine del XIX secolo, e pertanto solo due delle partite giocate dalla squadra di Hawke contro le formazioni provinciali,quelle contro Transvaal e Cape Colony, sono considerate di classe A.
La squadra di Hawke è designata come "Inghilterra" per la serie di Test, che venne vinta con il punteggio di 2–0. Le squadre sudafricane furono capitanate da Murray Bisset. Sebbene la squadra di Hawke fosse generalmente di qualità medio-bassa e non fosse comparabile a una selezione completa dell'Inghilterra, essa comprendeva tre dei migliori giocatori dell'epoca: Schofield Haigh, Johnny Tyldesley e Albert Trott, che aveva precedentemente giocato per l'Australia nelle partite di Test cricket.

## Risultati

### Test 1
| 14-16 febbraio Referto |

| Inghilterra      | v | Sudafrica        |
| 145 (77.2 overs) |   | 251 (84.1 overs) |
| 237 (104 overs)  |   | 99 (77.1 overs)  |

- Inghilterra vince il sorteggio e decide di battere

### Test 2
| 1-4 aprile Referto |

| Inghilterra       | v | Sudafrica        |
| 92 (48 overs)     |   | 177 (57.2 overs) |
| 330 (133.2 overs) |   | 35 (22.4 overs)  |

- Inghilterra vince il sorteggio e decide di battere